# Obligationsfond
En obligationsfond är en räntefond som investerar i obligationer och andra räntebärande värdepapper. Utgivarna är ofta stater, banker, hypoteksinstitut och större bolag. Avkastningen kommer från de underliggande värdepapprens värdeförändring och ränteutbetalningar. I en marknad med stigande räntor sjunker ofta värdet på fonden, medan värdet stiger i en marknad med fallande ränta.